# Trina Kuenis
Trina Kuenis est une valaisanne de Gluringen condamnée pour sorcellerie et brûlée avec sa fille Nesa dans le comté de Biel, au sein de la vallée de Conches, en 1466 dans le cadre de la deuxième vague de procès de sorcières dans le Valais,,,.

## Biographie

### Contexte historique
En 1466 débute une enquête générale menée par Walter Supersaxo, comte du Valais et évêque de Sion entre 1457 et 1482.  Sa position de comte lui donne un pouvoir temporel, tandis que sur le plan spirituel et dans son rôle d'évêque, il est persuadé de la nécessité de lutter contre les pratiques hérétiques. Il essaie de consolider les pouvoirs de l'évêque et s'implique dans la querelle de succession du vidomnat d'Anniviers. L'enquête démarre la deuxième vague de chasse aux sorcières en Valais, alors que les habitants ont encore en mémoire celle de 1428. L'évêque confisque les biens des personnes brûlées pour sorcellerie, qui sont parfois légués à son fils illégitime Georges Supersaxo. Ce dernier succède à son père en tant que châtelain épiscopal d'Anniviers et capitaine du dizain de Sion en 1478.

### Condamnation
Trina Kuenis est la veuve de Hans Kuenis, et a trois enfants au moment du procès : Hans, Nesa et Magdalena. Au cours de l'enquête, des personnes interrogées souligne sa mauvaise réputation : elle aurait empoisonné son mari, serait responsable du décès de Jeninus Andermatten et jetterait des sorts aux vaches. Sa fille Nesa, en couple avec Hans von Uren, serait sa complice. La fille de Nesa, Cecilia Kuenis, est aussi mise en cause mais n'est pas condamnée. Au total, 25 personnes (dont quinze hommes et dix femmes) soupçonnent Trina Kuenis d'être une sorcière. Trina et Nesa sont des femmes peu fortunées par ailleurs. 
Christa Puntix, ainsi que le couple Cecilia et Jenni Annen, accusent Nesa d'avoir causé la mort de leur enfant tandis qu'Antelen Lowiner la désigne responsable de la maladie d'une vache et Cecilia Belinx d'un cas d'impuissance. Le juge Antoine Rugger prend part aux accusations puisqu'il rapporte la responsabilité de Trina et Nesa dans la mort de vaches également. Le juge, soutenu par le clan Humprecht, déploie une grande ténacité pour faire condamner Trina Kuenis et sa fille au bûcher.
Au début de cette procédure, des hommes sont également mis en cause, par exemple Klaus Schrotter, cordonnier de Ritzingen jugé en 1467, et Henslinis Heymen, condamné au bûcher le 10 juillet 1466 à Biel. Dans le dizain de Conches cependant, on compte plus de femmes accusées de sorcellerie et le notaire mentionne une enquête générale contre les "sorcières", faisant abstraction du terme masculin "sorcier", révélateur d'une certaine misogynie selon Chantal Ammann-Doubliez et d'un glissement sémantique annonciateur du thème du sabbat des sorcières. 
Lorsque Trina et sa fille font acte de générosité en offrant une boisson à Jeninus Andermatten ou une poule à trois hommes, ces actes sont décrits négativement par les villageois au vu de la réputation de sorcières de la mère et de la fille. On leur prête des relations avec des femmes brûlées pour sorcellerie à Urseren.
Trina est soumise à la torture et forcée d'avouer que sa fille est complice de ses actes diaboliques. Nesa, quant à elle, est forcée d'avouer que sa mère l'a initiée aux pratiques de sorcellerie. Fait notable, elles sont condamnées non pas individuellement, mais en une seule sentence, qui leur est lue par Walter Supersaxo, évêque de Sion. Ce dernier les remet au bras séculier pour faire appliquer la condamnation.
On ne leur accorde pas le droit à une sépulture, leurs cendres sont sans doute, comme il est d'usage, jetées dans le Rhône et leurs biens confisqués, privant leurs héritiers de leur héritage.
Leurs actes de procès sont parmi les premiers du comté de Biel ; ils sont conservés avec soin pour prouver avec un cas de jurisprudence, en cas de contestation du major de Conches, que Biel est capable d'instruire un tel procès en sorcellerie. Ces documents sont donc assez remarquables, puisqu'ils attestent de la condamnation d'un duo mère-fille (on a pour le Valais surtout des traces de condamnations père-fils comme Pierre de Torrenté et son fils Nycollin, tous deux notaires). Il est également à noter que dans les actes judiciaires des procès en sorcellerie ailleurs en Valais, les femmes sont rarement mentionnées avec autre chose que leur prénom ou leur relation maritale, ce qui n'est pas le cas de Nesa Kuenis, dont le nom de famille dans les actes n'est pas associé à celui de son mari, mais à celui de sa mère.